# Блохаузен, Феликс де
Феликс барон де Блохаузен (люкс. Félix de Blochausen; 5 марта 1834, Биртранж, Люксембург — 15 ноября 1915, Биртранж, Люксембург) — люксембургский политик, председатель правительства Люксембурга в 1874—1885 годах. В разное время занимал посты министра внутренних дел, министра иностранных дел; на протяжении ряда месяцев руководил управлением юстиции и министерством финансов. С 1893 года был президентом люксембургской Société agricole, основанной его отцом.

## Семья

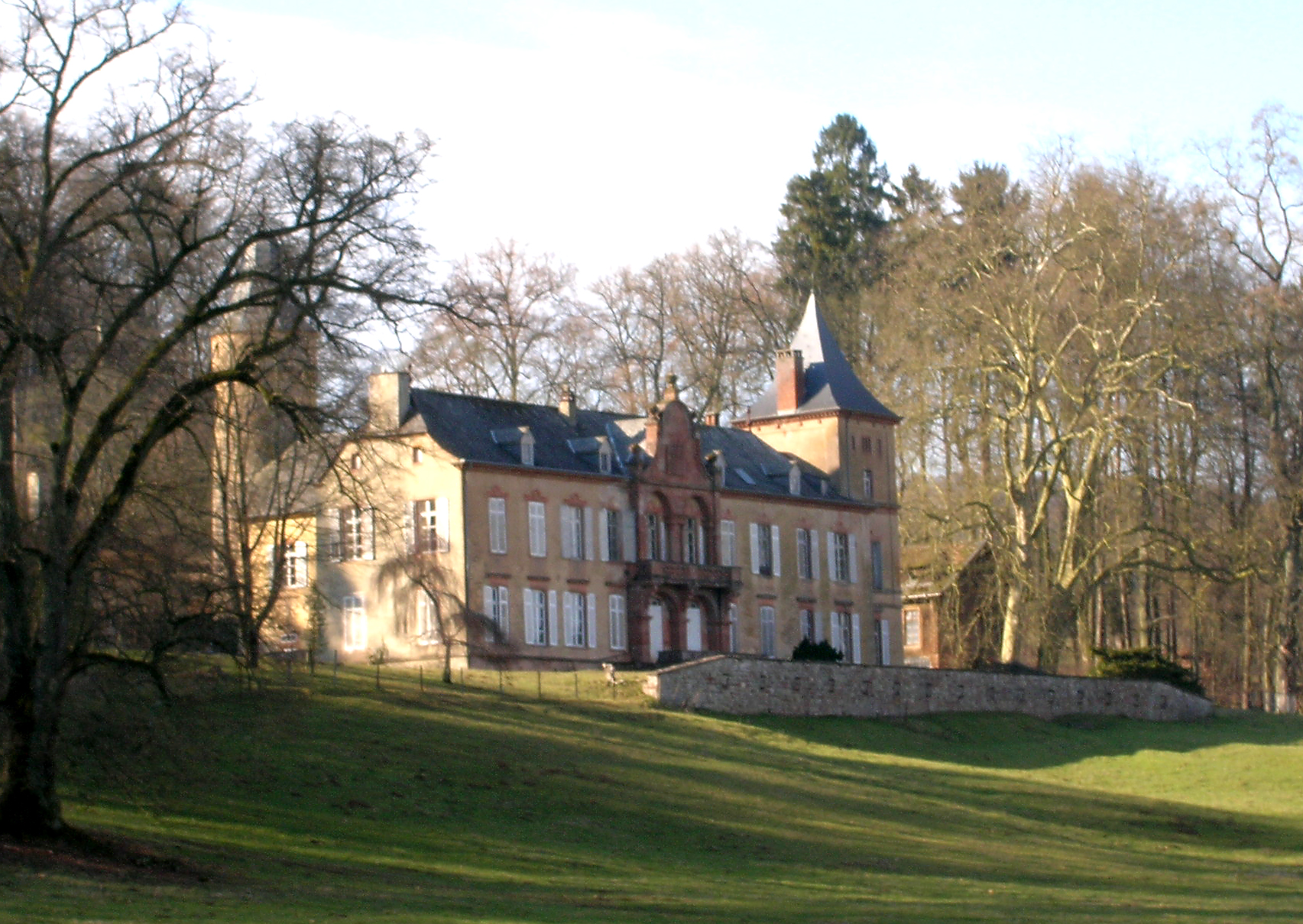
Замок Биртранж, родовое владение семьи де Блохаузен

Феликс де Блохаузен родился в семье барона Фредерика Жоржа Проспера де Блохаузена (фр. Frédéric Georges Prosper Baron de Blochausen). Отец будущего премьера был женат на представительнице аристократической фамилии — младшей дочери барона Анетана де ла Траппери, Анриетте-Викторине. Феликс был единственным ребёнком в семье.
Барон Фредерик служил управляющим делами Великого герцогства и занимал должность государственного канцлера при Виллеме II. Имел придворный чин камергера.
Феликс де Блохаузен женился на баронессе Жюстине Шарлотте-Эстель де Лаббвилль. Супруги проживали в замке Биртранж (коммуна Ширен).

## Политика
С 14 декабря 1866 по 18 июня 1867 года и с 18 июня 1867 по 3 декабря 1867 года занимал пост министра внутренних дел в правительстве барона Виктора де Торнако.
В декабре 1874 года, после отставки Эмманюэля Сервэ, де Блохаузену было поручено сформировать новый кабинет. Барон, как и оба его предшественника (де Торнако и Сервэ), сочетал обязанности премьер-министра и главы внешнеполитического ведомства. В период с апреля по июль 1876 года руководил управлением юстиции. В сентябре-октябре 1882 года исполнял функции министра финансов.

### Внешняя политика
Несмотря на «поглощение» Таможенного союза Германской империей, экономические связи между Люксембургом и Германией ещё более упрочились. Тем не менее, представители Великого герцогства не участвовали в работе союзных органов. Страна не имела своего голоса при разработке и принятии общего таможенного законодательства.
Блохаузен обратился к Виллему III с предложением для германского правительства, предусматривавшим участие представителя Люксембурга в заседаниях Бундесрата, с правом совещательного голоса по вопросам таможни. Невзирая на проявленный интерес со стороны Германии, другие державы, подписавшие Лондонский договор, выступили против подобного намерения, посчитав его противоречившим нейтралитету Великого герцогства.

### Внутренняя политика
Одной из задач правительства Блохаузена стала реформа уголовного права, которое сохранялось неизменным с наполеоновских времён. Внимание законодателей привлекли две модели: бельгийский кодекс 1867 года и германский 1870 года. В пользу первого на докладе у принца Анри (брата Виллема III) выступил министр юстиции Люксембурга, Альфонс Функ.
В 1879 году бельгийский уголовный кодекс (с некоторыми поправками) был принят и в Великом герцогстве.
Благодаря решительным действиям правительства Блохаузена, в стране, несмотря на сопротивление консерваторов, было введено всеобщее шестилетнее школьное образование.

### Экономика. Сельское хозяйство
Барон де Блохаузен способствовал строительству в Люксембурге железных дорог. К 1880 году длина железнодорожной сети составляла порядка 180 км.
Феликс де Блохаузен активно содействовал подъёму сельского хозяйства в стране. С целью развития луговодства, он привлёк на службу специалиста из Германии, Иоганна Энцвайлера.
Важнейшим шагом на пути реформ в сельском хозяйстве стало создание управления земледелия; одновременно с этим, в центральном регионе страны была основана новая сельскохозяйственная школа.

#### Циркуляр о колорадском жуке
Ещё в 1873 году в «Анналах Люксембургского общества сельского хозяйства и садоводства» (фр. «Annales du Cercle Agricole et Horticole du Grand-Duché de Luxembourg») вышли две статьи, предупреждавшие о неизбежной миграции колорадского жука в Европу. Правительство страны организовало кампанию по оповещению населения об опасности. Были разработаны необходимые законопроекты.
В мае 1877 года премьер-министр направил коллегиям муниципальных советов Люксембурга циркуляр об угрозах, связанных с миграцией данного вида насекомого. К документу прилагались копии цветного изображения жука.

## Награды
- Большой крест ордена Дубовой короны[16][17]
- Орден Золотого льва Нассау второй степени[16][17]